# Amyline

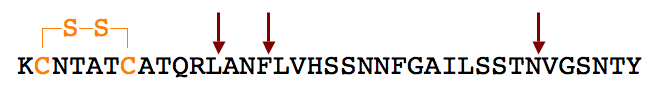
Séquence d'acides aminés de l'amyline avec pont disulfure et sites de clivage de l'enzyme dégradant l'insuline indiqués par des flèches

L'amyline, ou IAPP (islet amyloid polypeptide), est une hormone peptidique de 37 acides aminés. Elle est co-sécrétée avec l' insuline par les cellules β pancréatiques dans un rapport d'environ 100 insuline pour une amyline). L'amyline joue un rôle dans la régulation glycémique en ralentissant la vidange gastrique et en favorisant la satiété, empêchant ainsi les pics postprandiaux de la glycémie.
L'IAPP est traité à partir d'une séquence codante de 89 résidus. La proamyline (proIAPP) est produite dans les cellules bêta pancréatiques (cellules β) sous la forme d'un pro-peptide de 67 acides aminés de 7404 dalton et subit des modifications post-traductionnelles, y compris le clivage de la protéase pour produire de l'amyline.

## Régulation
Dans la mesure où l'amyline et l'insuline sont toutes deux produites par les cellules β pancréatiques, une altération de la fonction des cellules β (due à la lipotoxicité et à la glucotoxicité) affectera à la fois la production et la libération d'insuline et d'IAPP.

## Fonctions
L'amyline joue un rôle dans la fonction endocrine  du pancréas et contribue au contrôle glycémique. Le peptide est sécrété des îlots pancréatiques dans la circulation sanguine et est éliminé par les peptidases dans le rein. Il ne se retrouve pas dans l'urine.
La fonction métabolique de l'amyline est bien caractérisée en tant qu'inhibiteur de l'apparition de nutriments [en particulier le glucose] dans le plasma. Elle fonctionne ainsi comme un partenaire synergique de l'insuline, avec laquelle elle est cosécrétée à partir des cellules bêta pancréatiques en réponse aux repas. L'effet global est de ralentir le taux d'apparition du glucose dans le sang après un repas ; ceci est accompli via le ralentissement coordonné de la vidange gastrique, l'inhibition de la sécrétion digestive [acide gastrique, enzymes pancréatiques et éjection de bile], et une réduction résultante de l'apport alimentaire. L'apparition de nouveau glucose dans le sang est réduite en inhibant la sécrétion de l'hormone gluconéogénique glucagon. Ces actions, qui sont principalement effectuées via une partie du tronc cérébral sensible au glucose, la zone postrema, peuvent être annulées lors d'une hypoglycémie. Ils réduisent collectivement la demande totale d'insuline.
L'amyline agit également dans le métabolisme osseux, conjointement avec les peptides liés à la calcitonine et au peptide lié au gène de la calcitonine.

## Structure
La forme humaine de l'IAPP a la séquence d'acides aminés KCNTATCATQRLANFLVHSSNNFGAILSSTNVGSNTY, avec un pont disulfure entre les résidus cystéine 2 et 7. L'extrémité C-terminale amidée et le pont disulfure sont nécessaires à la pleine activité biologique de l'amyline. L'IAPP est capable de former des fibrilles amyloïdes in vitro . Lors de la formation de fibrilles, les structures préfibrillaires sont extrêmement toxiques pour les cultures de cellules bêta et d'insulomes. Les structures ultérieures de fibres amyloïdes semblent également avoir un effet cytotoxique sur les cultures cellulaires. Des études ont montré que les fibrilles sont le produit final et pas nécessairement la forme la plus toxique des protéines / peptides amyloïdes en général. Un peptide ne formant pas de fibrilles (segments 1 à 19 de l'amyline humaine) est aussi toxique que le peptide entier, contrairement au même segment de l'amyline chez le rat,,. Il a également été démontré par spectroscopie RMN à l'état solide que le segment 20-29 de l'amyline humaine fragmente les membranes. Les rats et les souris ont six substitutions (dont trois sont des substitutions de proline aux positions 25, 28 et 29) qui sont censées empêcher la formation de fibrilles amyloïdes, mais avec un effet incomplet  comme le montre leur propension à former des fibrilles amyloïdes in vitro,.  L'amyline du rat n'est  pas toxique pour les cellules bêta lorsqu'elle est surexprimé chez les rongeurs transgéniques.

## Histoire
L'IAPP a été identifié indépendamment par deux groupes comme le principal composant des dépôts amyloïdes associés au diabète en 1987,.

## Signification clinique

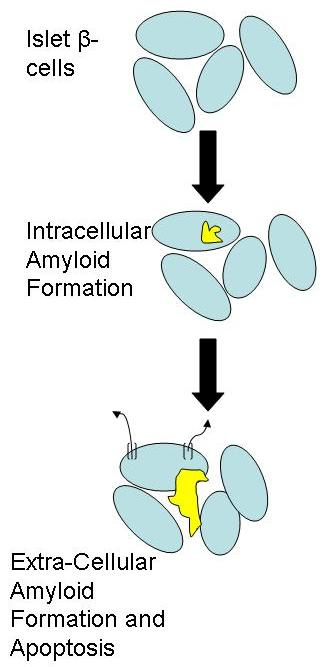
Formation de l'amyloïde à partir des cellules bêta des îlots pancréatiques.

La ProIAPP a été liée au diabète de type 2 et à la perte de cellules β des îlots pancréatiques. La formation d' amyloïde dans les îlots, initiée par l'agrégation de proIAPP, peut contribuer à cette perte progressive des cellules β des îlots. On pense que la proIAPP forme les premiers granules qui permettent à l'IAPP de s'agréger et de former un amyloïde qui peut conduire à une apoptose des cellules β.
L'IAPP est co-sécrétée avec de l'insuline. La résistance à l'insuline dans le diabète de type 2 entraîne une plus grande demande de production d'insuline qui entraîne la sécrétion de proinsuline. La ProIAPP est sécrété simultanément  toutefois, les enzymes qui convertissent respectivement ces molécules précurseurs en insuline et en IAPP, ne sont pas capables de suivre les niveaux élevés de sécrétion, conduisant finalement à l'accumulation de proIAPP.
En particulier, le traitement altéré de la proIAPP qui se produit au site de clivage N-terminal est un facteur clé dans l'initiation de l'amyloïde. La modification post-traductionnelle de la proIAPP se produit à la fois à l'extrémité carboxy et à l'extrémité amino, cependant, le traitement de l'extrémité amino se produit plus tard dans la voie de sécrétion. Cela pourrait être l'une des raisons pour lesquelles elle est plus susceptible de subir un traitement altéré dans des conditions où la sécrétion est très demandée. Ainsi, les conditions du diabète de type 2 - concentrations élevées de glucose et augmentation de la demande de sécrétion d'insuline et d'IAPP - pourraient conduire à une altération du traitement N-terminal de la proIAPP. La proIAPP non traitée peut alors servir de noyau sur lequel l'IAPP peut s'accumuler et former de l'amyloïde.
La formation d'amyloïde pourrait être un médiateur majeur de l'apoptose, ou de la mort cellulaire programmée, dans les cellules β des îlots. Initialement, la proIAPP s'agrège dans des vésicules sécrétoires à l'intérieur de la cellule. La proIAPP agit comme une graine, recueillant l'IAPP mûrie dans les vésicules, formant un amyloïde intracellulaire. Lorsque les vésicules sont libérées, l'amyloïde se développe car il recueille encore plus d'IAPP à l'extérieur de la cellule. L'effet global est une cascade d'apoptoses initiée par l'afflux d'ions dans les cellules β.
En résumé, une altération du traitement N-terminal de la proIAPP est un facteur important initiant la formation d'amyloïde et la mort des cellules β. Ces dépôts amyloïdes sont des caractéristiques pathologiques du pancréas dans le diabète de type 2. Cependant, il est encore difficile de savoir si la formation d'amyloïde est impliquée dans ou simplement une conséquence du diabète de type 2. Néanmoins, il est clair que la formation d'amyloïde réduit le travail des cellules β chez les patients atteints de diabète de type 2. Cela suggère que la réparation du traitement de la proIAPP pourrait aider à prévenir la mort des cellules β, offrant ainsi de l'espoir en tant qu'approche thérapeutique potentielle pour le diabète de type 2.
Les dépôts amyloïdes dérivant du polypeptide amyloïde des îlots (IAPP ou amyline) se trouvent couramment dans les îlots pancréatiques de patients souffrant de diabète sucré de type 2 ou contenant un cancer de l' insulinome. Alors que l'association de l'amyline avec le développement du diabète de type 2 est connue depuis un certain temps, son rôle direct en tant que cause a été plus difficile à établir. Des résultats récents suggèrent que l'amyline, comme le bêta-amyloïde apparenté (Abeta) associé à la maladie d'Alzheimer, peut induire une mort cellulaire apoptotique dans les cellules bêta productrices d' insuline, un effet qui peut être pertinent pour le développement du diabète de type 2.
Enfin, une étude protéomique de 2010 a montré que l'amyline humaine partage des cibles de toxicité communes avec la bêta-amyloïde, ce qui prouve que le diabète de type 2 et la maladie d'Alzheimer partagent des mécanismes de toxicité communs.

## Récepteurs
Il semble y avoir au moins trois complexes récepteurs distincts auxquels l'amyline se lie avec une forte affinité. Les trois complexes contiennent à la base le récepteur de la calcitonine, plus l'une des trois protéines modifiant l'activité du récepteur, RAMP1, RAMP2 ou RAMP3.